# 全日本剣道演武大会
全日本剣道演武大会（ぜんにほんけんどうえんぶたいかい）は、毎年5月連休に京都旧武徳殿で開催される剣道の全国大会。通称京都大会。最も伝統と格式のある剣道大会である。居合道、杖道、なぎなた、古武道の形の演武も行われる。

## 歴史
1895年（明治28年）、大日本武徳会が平安神宮で開いた武徳祭大演武会を第1回とする。同大会では1933年（昭和8年）まで、毎年、優秀な演武（試合）をした者に精錬証が授与されていた。
1899年（明治32年）3月、平安神宮北西に武徳殿が竣工する。桓武天皇が延暦15年3月庚戌、諸国に命じて武芸者を集めたという故事にちなみ、その日を新暦に換算した5月4日に武徳祭を行うこととされた。
1943年（昭和18年）、太平洋戦争の戦局悪化により大会は休止され、1945年（昭和20年）に日本が敗戦。1946年（昭和21年）、占領軍指令により大日本武徳会は解散した。
占領が解除された1952年（昭和27年）、事実上の大日本武徳会の後継団体として全日本剣道連盟が発足。翌1953年（昭和28年）5月4日、戦後初の剣道全国大会として10年ぶりに大会を復興し、今日に至る。2012年（平成24年）は第108回である。
毎年3000名を超える出場者があり、最大規模の剣道大会となっている。

## 出場資格
- 剣道、居合道、杖道は全日本剣道連盟に登録している錬士六段以上の者。
- なぎなたは全日本なぎなた連盟に登録している錬士以上の者。
- 各種の形（古武道）は錬士六段以上に準ずる者。

## 試合形式
一人一試合のみ行う。試合時間は2分間、3本勝負。時間内に勝負がつかない場合は引き分けとなる。範士の試合は模範試合とされ、勝敗を判定しない。
これは、選手権大会など順位を競う大会とは異なり、1年間の修錬の成果を披露する演武大会であるとされているからである。

## 主催
- 主催　財団法人全日本剣道連盟
- 主管　財団法人京都府剣道連盟
- 後援　京都府、京都市、京都府教育委員会、京都市教育委員会、京都新聞社